# Lolo Gipecui
Der Lolo Gipecui (kurz: Gipecui) ist ein osttimoresischer Berg im Verwaltungsamt Lolotoe (Gemeinde Bobonaro). Er hat eine Höhe von 713 m und befindet sich im Nordwesten der Aldeia Dilai (Suco Lupal). Südöstlich liegt das Dorf Dilai.